# Ectropis petrosa
Ectropis petrosa là một loài bướm đêm trong họ Geometridae.